# Willie Pastrano
Willie Pastrano est un boxeur américain né le 27 novembre 1935 à La Nouvelle-Orléans et mort le 6 décembre 1997.

## Carrière
Il devient champion du monde des poids mi-lourds WBA et WBC le 1er juin 1963 en battant aux points par décision partagée son compatriote Harold Johnson. Pastrano conserve deux fois ses ceintures contre Gregorio Peralta puis Terry Downes avant d'être à son tour battu par José Torres le 30 mars 1965 par arrêt de l'arbitre à la 9e reprise.

## Distinction
- Willie Pastrano est membre de l'International Boxing Hall of Fame depuis 2001.